# Specii III
Specii III (titlu original: Species III) este un film american SF de groază din 2004 regizat de Brad Turner. Rolurile principale au fost interpretate de actorii Robert Knepper, Sunny Mabrey, Robin Dunne, Amelia Cooke și John Paul Pitoc.

## Distribuție
- Natasha Henstridge  -Eve
- Robert Knepper - Dr. Abbot
- Robin Dunne - Dean
- Sunny Mabrey - Sara
- Amelia Cooke - Amelia
- John Paul Pitoc - Hastings
- Michael Warren - Agent Wasach
- Christopher Neame - Dr. Nicholas Turner
- Patricia Bethune - Colleen
- Joel Stoffer - Portus
- James Leo Ryan - Yosef
- Savanna Fields - Young Sara
- Reed Frerichs - ISD Staffer
- Marc D. Wilson - Crew Chief
- Matthew Yang King - Specialist Robert Kelley
- Jason Sarcinelli - Male Alien (nem)